# Клеменс Брентано (награда)
Литературната награда „Клеменс Брентано“ (на немски: Clemens-Brentano-Preis) е учредена през 1993 г. от град Хайделберг като възпоменание на поета Клеменс Брентано, прекарал няколко години от живота си в Хайделберг.
Наградата се присъжда ежегодно като поощрение за млади, доказали себе си автори, „за да бъдат подпомогнати материално и да се посветят на нови литературни проекти“. Раздава се последователно в четири области: лирика, разказ, роман и есе.
Отличието е в размер на 10 000 €.

## Носители на наградата (подбор)
- Барбара Кьолер (1996)
- Освалд Егер (2000)
- Дорон Рабиновичи (2002)
- Андреас Майер (2003)
- Клеменс Майер (2007)
- Волфганг Херндорф (2011)